# 6 км (роз'їзд, Південна залізниця)
6 км (6-й кілометр) — проміжний залізничний роз'їзд 5-го класу Харківської дирекції Південної залізниці, на лінії Харків-Балашовський — Нова Баварія. Розташований на території міста Харкова.